# Mitch Lenaerts
Mitch Lenaerts (28 september 1982) is een Belgisch voormalig korfballer. Als speler werd hij 4 maal uitgeroepen tot Beste Belgische Korfballer. Ook won hij verschillende titels met zijn club Riviera.

## Spelerscarrière
Lenaerts speelde zijn volledige korfbalcarrière bij Riviera. Met de club won hij 4 nationale titels en 3 maal de Beker van België.
Vooral seizoen 2004-2005 was een bijzonder seizoen voor Lenaerts. Eerst won Riviera de zaalfinale, hierna de veldtitel en ook nog de Beker van België. Hiermee had Riviera de  3 prijzen in 1 jaar te pakken.
In het seizoen erna, 2005-2006 won Lenaerts zijn tweede zaaltitel en prolongeerde de club de zaaltitel.
In seizoen 2009-2010 won Lenaerts zijn laatste Belgische titel door de veldfinale te winnen. In de finale versloeg Riviera tegenstander Boeckenberg met 15-14. Lenaerts scoorde 8 goals en was van groot belang voor zijn ploeg.
Lenaerts stopte in 2017 als speler.

## Erelijst
- Belgisch kampioen zaalkorfbal, 2x (2005, 2006)
- Belgisch kampioen veldkorfbal, 2x (2005, 2010)
- Beker van Belgie kampioen, 3x (2005, 2006, 2007)
- Beste Korfballer van het Jaar, 4x (2007, 2008, 2009, 2010)

## Rode Duivel
In dienst van het Belgisch korfbalteam speelde Lenaerts 58 officiële interlands.

## Coach
Per seizoen 2018-2019 sloot Lenaerts zich aan bij de coachingsstaff van AKC.
Vanaf het seizoen 2020-2021 werd Lenaerts coach van Koninklijke Korfbal Club Voorwaarts.